# Calanthe
Calanthe es un género ampliamente extendido de orquídeas de hábito terrestre con unas 150 especies. Este género se encuentra en su mayoría en zonas tropicales, y mayormente concentradas en Asia.

## Descripción
Crece sobre árboles caídos; tallos reducidos a cormos cortos, 2-foliados. Hojas 45 cm de largo y 9 cm de ancho, agudas, conduplicadas en la base, plicadas, verdes, con muchos nervios longitudinales. Inflorescencia racemosa, multiflora, el pedúnculo 25 cm de largo, verde pálido, glabro abaxialmente e híspido adaxialmente, la bráctea floral 15 mm de largo, verde, las flores con sépalos y pétalos blancos, o a veces los pétalos algo verdosos, labelo amarillo-verdoso con manchas purpúreas; sépalos con ápice y bordes híspidos, ápice agudo y encorvado, el dorsal 11 mm de largo, los laterales 12 mm de largo; pétalos 7 mm de largo y 2.5 mm de ancho, híspidos; labelo ca 1 cm de largo, ápice encorvado y agudo, el 1/3 basal soldado con la columna, híspido y carnoso, algo conduplicado, formando en su base un espolón cónico y agudo; columna corta y gruesa, 3-lobada, híspida, los lobos erectos y redondeados, el lobo medio 3 mm de largo, los lobos laterales 5 mm de largo; ovario 12 mm de largo, pedicelado.
Calanthe discolor se cultiva ampliamente denominándola como ebine (海老根、significando "raíz parecida a  camarones") en japonés. 
El género se divide en dos grupos: uno con especies caducifolias y el otro con especies siempreverdes.

## Taxonomía
El género fue descrito por Robert Brown y publicado en Botanical Register; consisting of coloured . . . 7: , sub pl. 573. 1821.
Etimología
Calanthe: nombre genérico que deriva del griego: καλος (kalos) = "bello" y ανθος (anthos) = "flor".

### Sinonimia
- Alismorkis Thouars, Nouv. Bull. Sci. Soc. Philom. Paris 19: 318 (1809).
- Alismorchis Thouars, Hist. Orchid.: t. 35 (1822), orth. var.
- Centrosis Thouars, Hist. Orchid.: t. 35 (1822).
- Amblyglottis Blume, Bijdr.: 369 (1825).
- Zoduba Buch.-Ham. ex D.Don, Prodr. Fl. Nepal.: 30 (1825).
- Styloglossum Breda, Gen. Sp. Orchid. Asclep.: t. 7 (1827).
- Centrosia A.Rich., Mém. Soc. Hist. Nat. Paris 4: 39 (1828).
- Zeduba Ham. ex Meisn., Pl. Vasc. Gen.: 280 (1842).
- Ghiesbreghtia A.Rich. & Galeotti, Ann. Sci. Nat., Bot., III, 3: 28 (1845).
- Preptanthe Rchb.f., Fl. Serres Jard. Eur. 8: 245 (1853).
- Calanthidium Pfitzer in H.G.A.Engler & K.A.E.Prantl (eds.), Nat. Pflanzenfam. 2(6): 153 (1888).
- Aulostylis Schltr., Repert. Spec. Nov. Regni Veg. Beih. 1: 392 (1912).
- Paracalanthe Kudô, J. Soc. Trop. Agric. 2: 235 (1930).[2]

## Especies
- Especies de Calanthe